# 陵城镇
陵城镇，是中华人民共和国山东省曲阜市下辖的一个镇，在鲁城街道西南。西邻兖州市，南邻邹城市。距市区9.5公里，面积73平方公里，总人口6万。现辖51个自然村，有33个村民居委会。
- 陵城管理区：何家村 曹家庄 陵城北 陵城西 陵城南 小南庄 南庄 河东 北公东 北公西 驻跸南 驻跸北 北店 中疃
- 东郭管理区：东郭 南刘家村 仓门 玄帝庙 李家杭 鲍家庄 杨家屯 郑家庄 星家村
- 罗庙管理区：红庙 古路套 官寨东家村 后学 马家庙 朱庄 辛庄 蓝家庄
- 章枣管理区：粉店 张魏庄 古路沟 章枣 西郭家村 小果庄 南杨庄 大果庄西 大果庄前 大果庄北 大果庄东
- 小厂管理区：赵家庄 南庄河西 新兴庄 苑庄 五福庄 小厂 程家庄 东程家庄 西官庄

陵城北、南、西为一个村，北公东、北公西即北公村，驻跸南、北是一个村，程家庄东、西亦为一个村，大果庄东、西、北、前统为大果庄，另有小鲍家庄、牛场、依仁村，共46个自然村。

## 人口
2010年中国第六次人口普查时，陵城镇共有人口60259人。共有家庭14993户，平均每户3.54人。14岁以下的少年儿童共8673人，占总人口14.39%；15-64岁人口共46439人，占总人口77.06%；65岁及以上的老年人共5147人，占总人口的8.541%。男性共计29077人，占总人口48.25%；女性共计31182人，占总人口51.74%。本地居住的人口中，拥有本地户籍的人口为52311人，占86.81%。